# Aeroportul Gwalior
Aeroportul Gwalior (IATA: GWL, ICAO: VIGR) este un aeroport din Madhya Pradesh, India ce deservește zona Gwalior. Aeroportul a fost tranzitat în decembrie 2022 de 18.545 de pasageri.
Situat la o altitudine de 188 m, aeroportul dispune de o singură pistă. Este operat de Indian Air Force⁠(d).